# 美流渡炭鉱

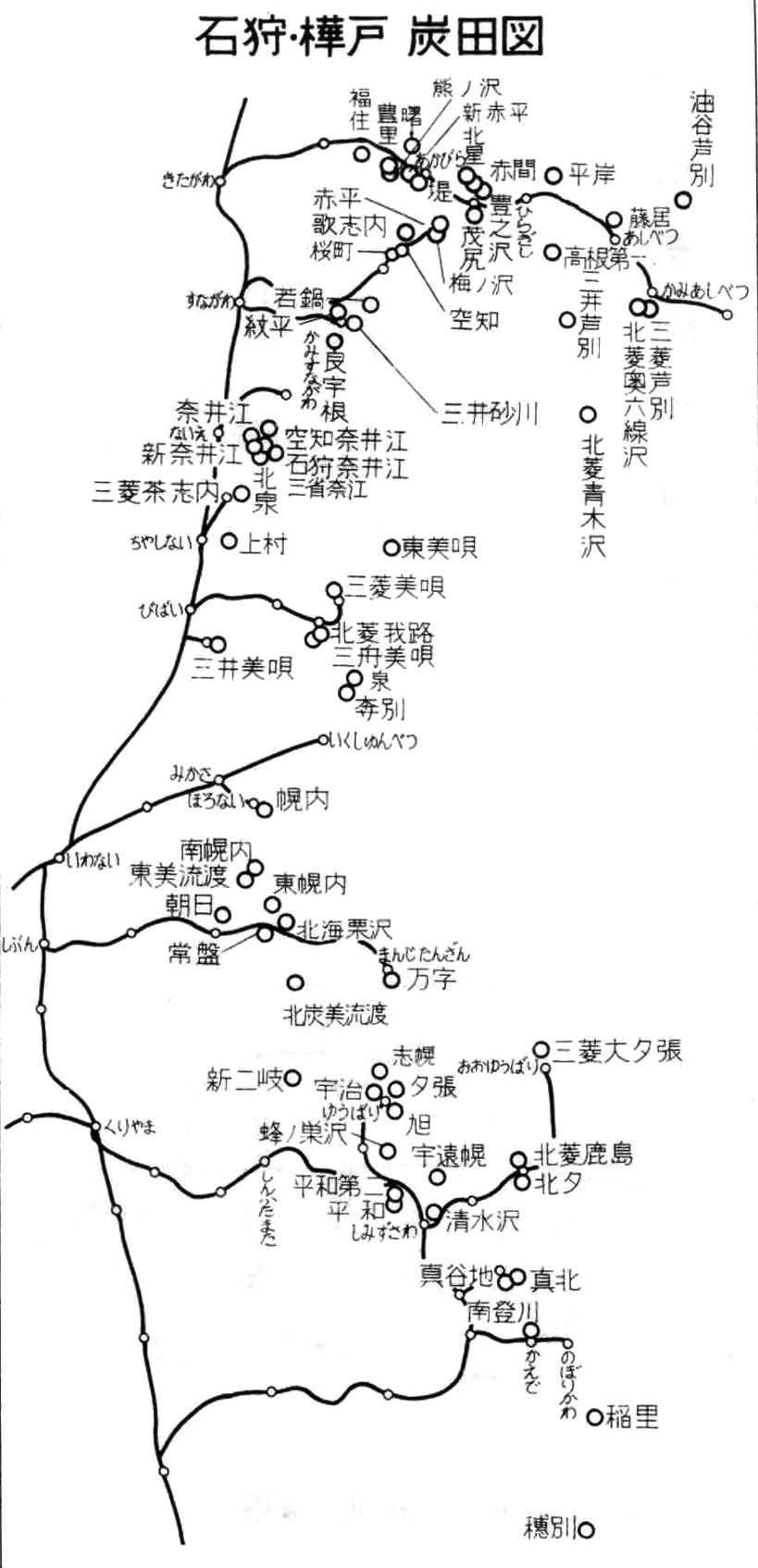
1964年の炭鉱地図

美流渡炭鉱（みるとたんこう）は、かつて北海道栗沢町（現岩見沢市栗沢町）に存在した炭鉱である。
石狩炭田の炭鉱群の一つであり、南部の夕張山地にある夕張炭田に属する。
万字炭鉱から石炭を輸送する国鉄万字線が開通したことから、沿線周辺の炭鉱開発が促進された。美流渡炭鉱は、その中の一つで、1918年（大正7年）に北海道炭礦汽船株式会社の手により開鉱された炭鉱である。石炭の積み出しは万字線の美流渡駅から専用鉄道（北星炭礦美流渡礦専用鉄道）を敷設して行われた。
戦後、北炭の合理化の中で子会社の北星炭鉱が経営を引き継ぎ存続するも、1966年（昭和41年）に採掘を中止し閉山。施設の多くは解体された。

## 伊藤炭鉱
北星炭鉱が採掘から撤退後、同地には独立系の伊藤炭鉱が進出。小規模な露天掘りによる採掘を行ったが、1988年（昭和63年）に採掘を中止している。